# 1917 в авіації
Основна стаття: Авіація.
Хронологічний список подій у авіації за 1917 рік.

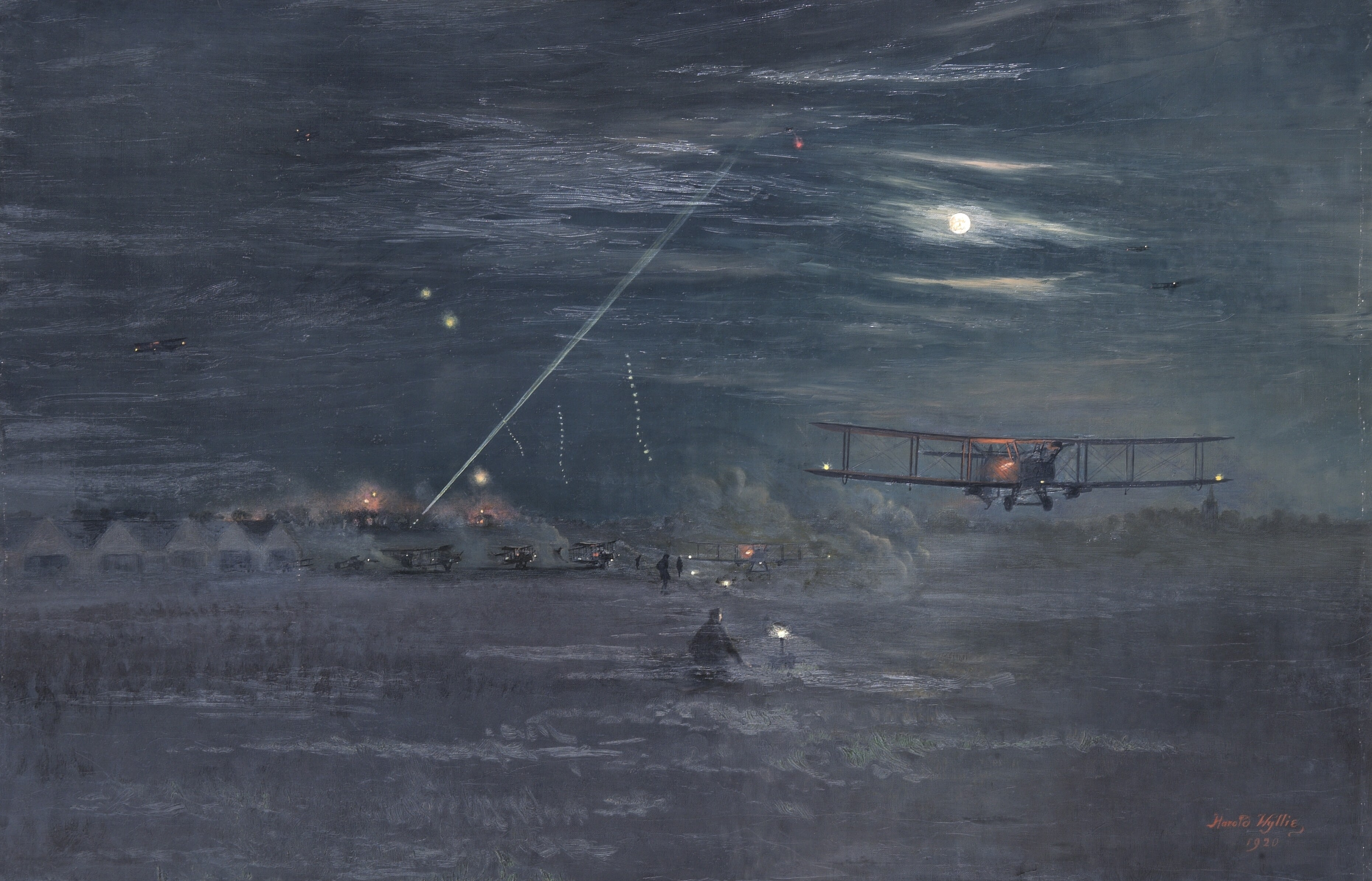
1917 рік, катастрофічні втрати британської авіації під час «Кривавого квітня»

## Події
- 23 лютого — британський Королівський льотний корпус (далі — RFC) формує першу ескадру нічних винищувачів (назва англ. No. 100 Squadron RAF).
- 29 березня — Армія США формує 7-у авіаційну ескадру (від 1942 — 397-а бомбардувальна ескадра) для захисту зони Панамського каналу.
- 26 квітня — авіабудівну компанію «Pacific Aero Products» перейменовано на «Boeing».
- червень — Ченсом Воутом (англ. Chauncey Milton Vought) та Бердзаєм Льюїсом (англ. Birdseye Lewis), засновано американську авіабудівну компанію «Vought».
- 6 грудня — Чикуей Накадзіма і Сейбі Каваніші створюють «Imperial Japanese Naval Engineering School». Це перша авіабудівна компанія в Японії.
- 13 грудня — Центральною Радою офіційно утворено Повітряний флот УНР. Від квітня 1918 командувачем призначено підполковника-авіатора Віктора Павленка.

### В межах Першої світової війни
- 11 січня — британський гідроавіаносець HMS Ben-my-Chree, потоплено вогнем турецької берегової батареї в гавані біля острову Кастелорізо.
- 12 січня — Манфред фон Ріхтгофен отримує орден Pour le Mérite за 16 збитих, від вересня 1916, літаків Антанти.
- 27 січня — відбувся повітряний наліт французької авіації на Фрайбург, Німеччина.
- 8 лютого — француз Жорж Гінеме́р (фр. Georges Guynemer) на винищувачі SPAD S.VII, стає першим льотчиком Антанти, що збиває німецький важкий бомбардувальник Gotha G.III.
- березень — бомбардувальники Handley Page Type O Королівської військово-морської авіації (англ. Royal Naval Air Service), починають нічні нальоти на німецькі військово-морські бази, залізничні станції та промислові об'єкти.
- протягом квітня 1917 — британці втратили 245 літаків, 211 чоловік льотного складу було вбито та пропало безвісти, а 108 авіаторів потрапили у полон[Вин. 1].
- 13 квітня — літаючи човни RFC починають патрулювати Північне море, для виявлення німецьких підводних човнів у цьому районі[Вин. 2].
- 1 травня — німецькі флотські Цепеліни L 43 і L 45, здійснюють розвідувальні патрулі над Північним морем біля узбережжя Шотландії, патрулюючи Ферт-оф-Форт і Абердин.
- 4 травня — німецький флотський дирижабль L 43, атакує британські легкі крейсери та есмінці у Північному морі біля Доггер-банка. Три бомби по 50 кг потрапляють у легкий крейсер HMS Dublin. Це один з небагатьох випадків атаки дирижаблями військових кораблів.
- 7 травня — збивши розвідувальний аеростат, здобув свою першу перемогу Едвард Меннок (англ. Edward Corringham "Mick" Mannock; 24 травня 1887—26 липня 1918), найвідоміший і самий результативний ас ВПС Великої Британії[Вин. 3].
- 14 травня — британський літаючий човен Curtiss Model H, пілот Роберт Леккі (англ. Robert Leckie), збиває німецький Цепелін L 22, у 33 км на північний-захід від острова Тесел.
- 14 червня — над Північним морем, британський літаючий човен Curtiss Model H збиває німецький Цепелін L 43, весь екіпаж загинув.
- в ніч з 16 на 17 червня — п'ять німецьких флотських дирижаблів, намагаються здійснити висотний рейд на Лондон та на південь Англії. Тільки два з них дісталися цілі[Вин. 4].
- 24 червня — повітряне командування німецької армії, об'єднує чотири винищувальні ескадрильї (нім. Jagdstaffel; скор. нім. Jastas): 4, 6, 10 та 11. Відбулося утворення першого німецького винищувального крила — Jagdgeschwader 1. Манфред фон Ріхтгофен призначається командиром. Завдяки різнобарвним схемам фарбування на своїх літаках, авіакрило стає відомим як «Літаючий цирк».
- 22 липня — в денний час, німецькі бомбардувальники Gotha G.IV, здійснюють п'яту атаку на Сполучене Королівство в межах Операції Türkenkreuz, бомбардуючи Філікстоу та Гаридж.
- 23 липня — перший успіх аеростатів загородження, коли Австро-Угорська авіація при атаці італійських позицій, втратила чотири літаки, внаслідок пошкодження тросами аеростатів.
- 27 липня — Жорж Гінеме́р на SPAD S.XII збиває літак німецької компанії «DFW», ставши першим французьким асом з 50 перемогами.
- 22 вересня — британський літаючий човен Curtiss Model H, пілотований N. Magor, затоплює німецький підводний човен SM UB-32 у Північному морі. Це єдиний підтверджений випадок, коли британський літак потопляє німецький підводний човен без допомоги надводних кораблів під час Першої світової війни.
- в ніч з 5 на 6 грудня — після тижнів несприятливої погоди, німецька авіація робить свій перший авіанальот на Сполучене Королівство від жовтня 1917. Дев'ятнадцять Gotha і два інших важких бомбардувальників, кількома хвилями завдають авіаудари, в основному по Лондону, що призводить до матеріальних втрат на суму 100 000 фунтів. Британські зенітні гармати збивають дві Gotha і їх екіпажі захоплюються, третій бомбардувальник та його екіпаж, зникають безвісти. Це останній німецький авіаналіт на Британію до січня 1918.

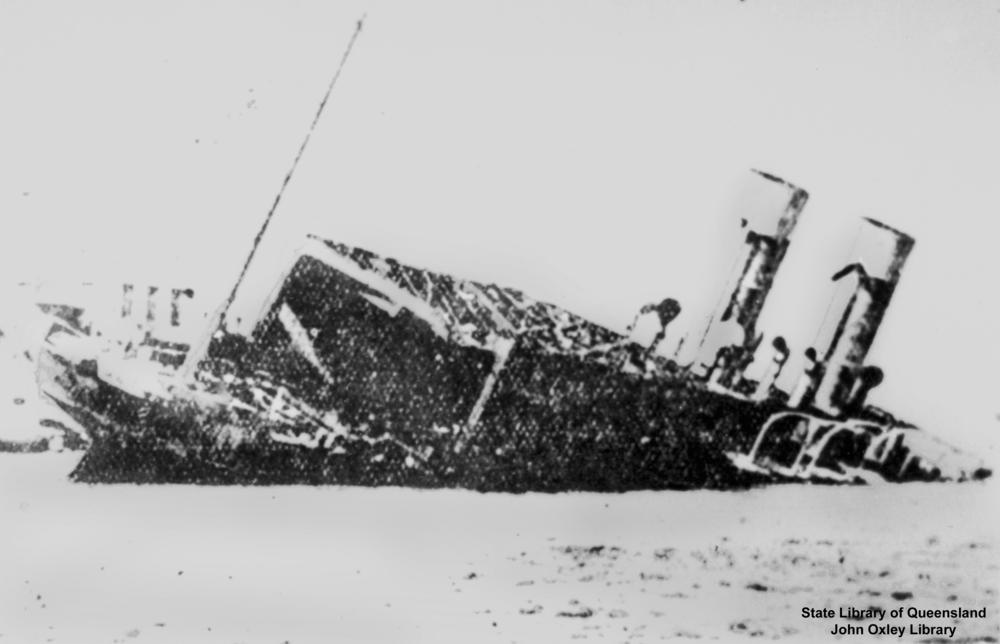
Потопає HMS Ben-my-Chree
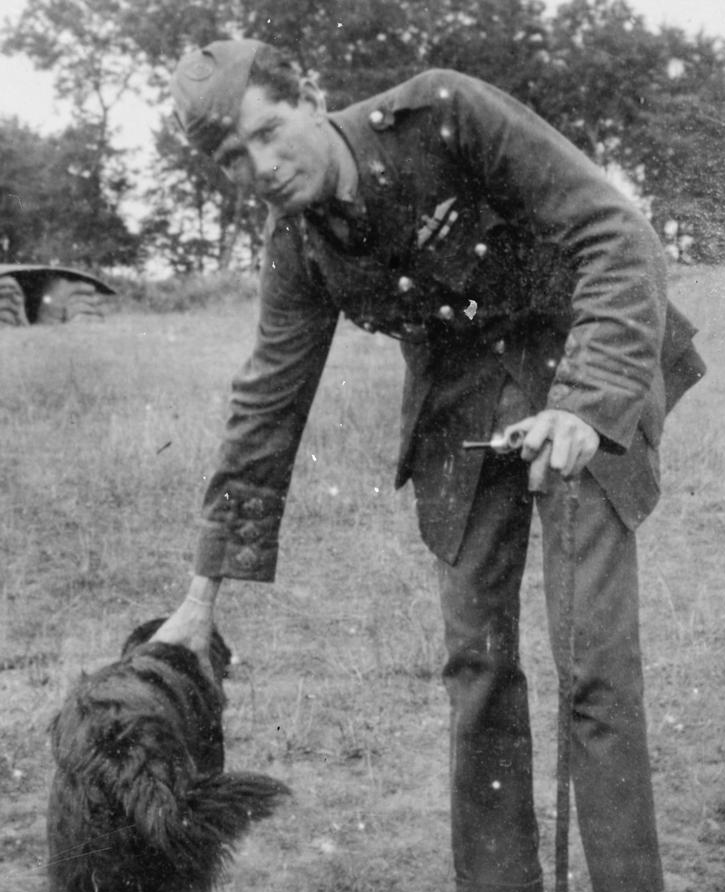
Едвард Меннок
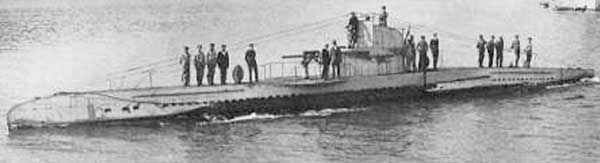
SM UB-32
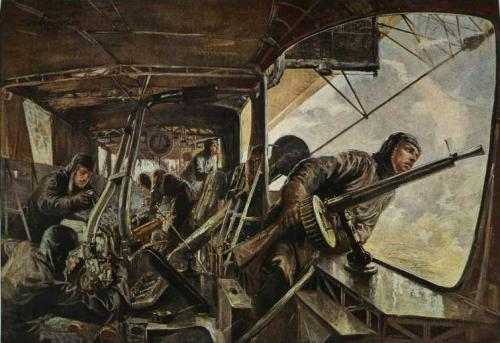
Бортові стрілки у машинній гондолі дирижаблю Цепелін
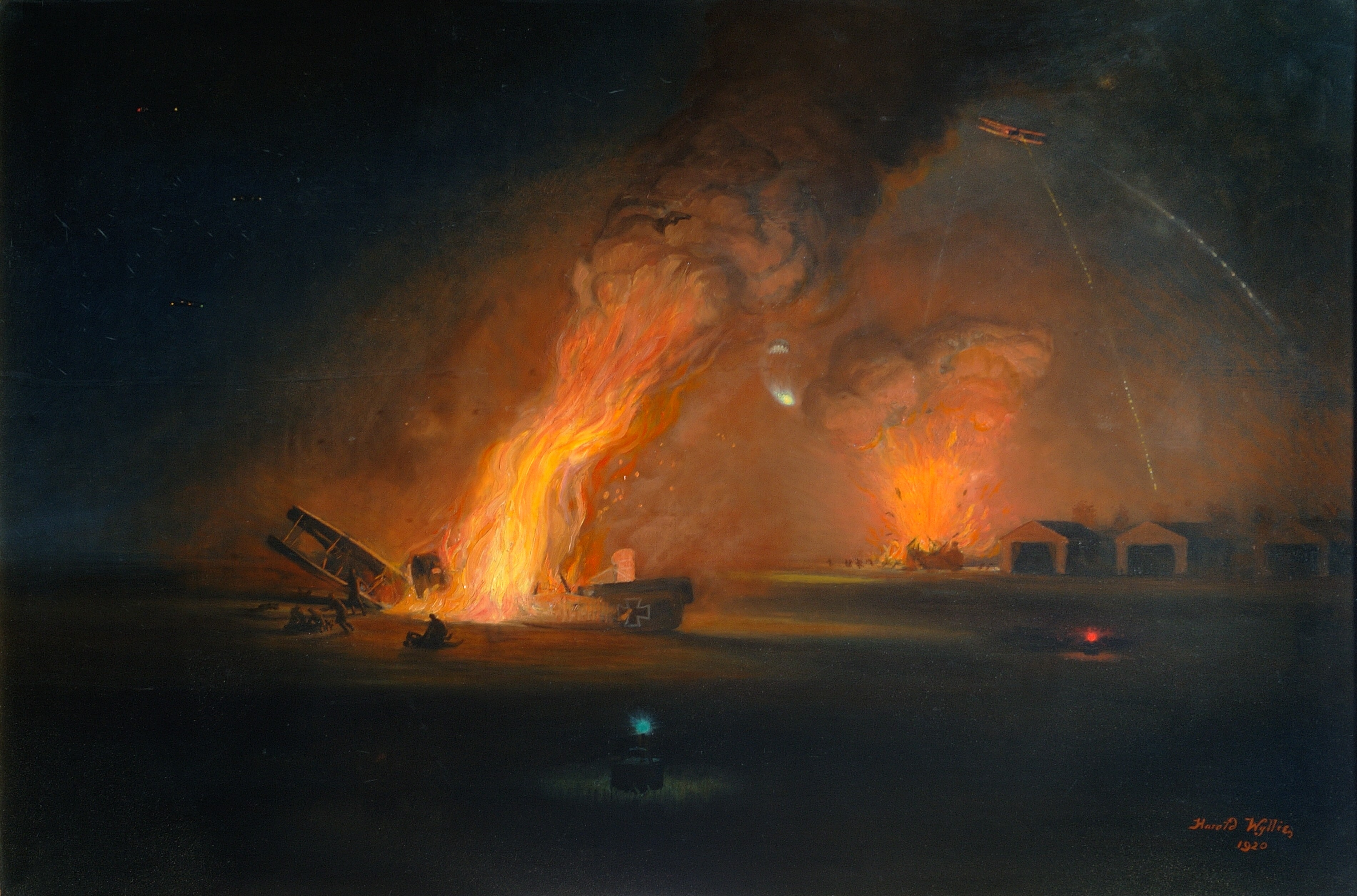
Нічне бомбардування
Емблема Повітряного флоту УНР

## Перший політ
- 5 січня — Sage Type 3, прототип британського навчально-тренувального біплану.
- 15 січня — Siemens-Schuckert R.VII, німецький бомбардувальник.
- 24 січня — Österreichische Aviatik D.I, перший серійний австро-угорський винищувач власної розробки. Створено фірмою Österreichischen Aviatik, під керівництвом Юліуша фон Берга (нім. Julius von Berg).
- 28 січня — Junkers JI (позначення виробника J 4), німецький біплан спостереження та зв'язку, перший суцільнометалевий літак.
- 20 квітня — DN-1, першого дирижаблю ВМС США.
- червень — Sopwith Cuckoo, торпедоносець ВПС Великої Британії, біплан. Призначення — патрулювання акваторій.

#### Без точної дати
- кінець року — Caproni Ca.4, італійський важкий бомбардувальник.

## Початок експлуатації
- березень — Gotha G.IV, німецький важкий бомбардувальник періоду Першої світової війни.
- червень — Sopwith Camel, британський одномісний винищувач.

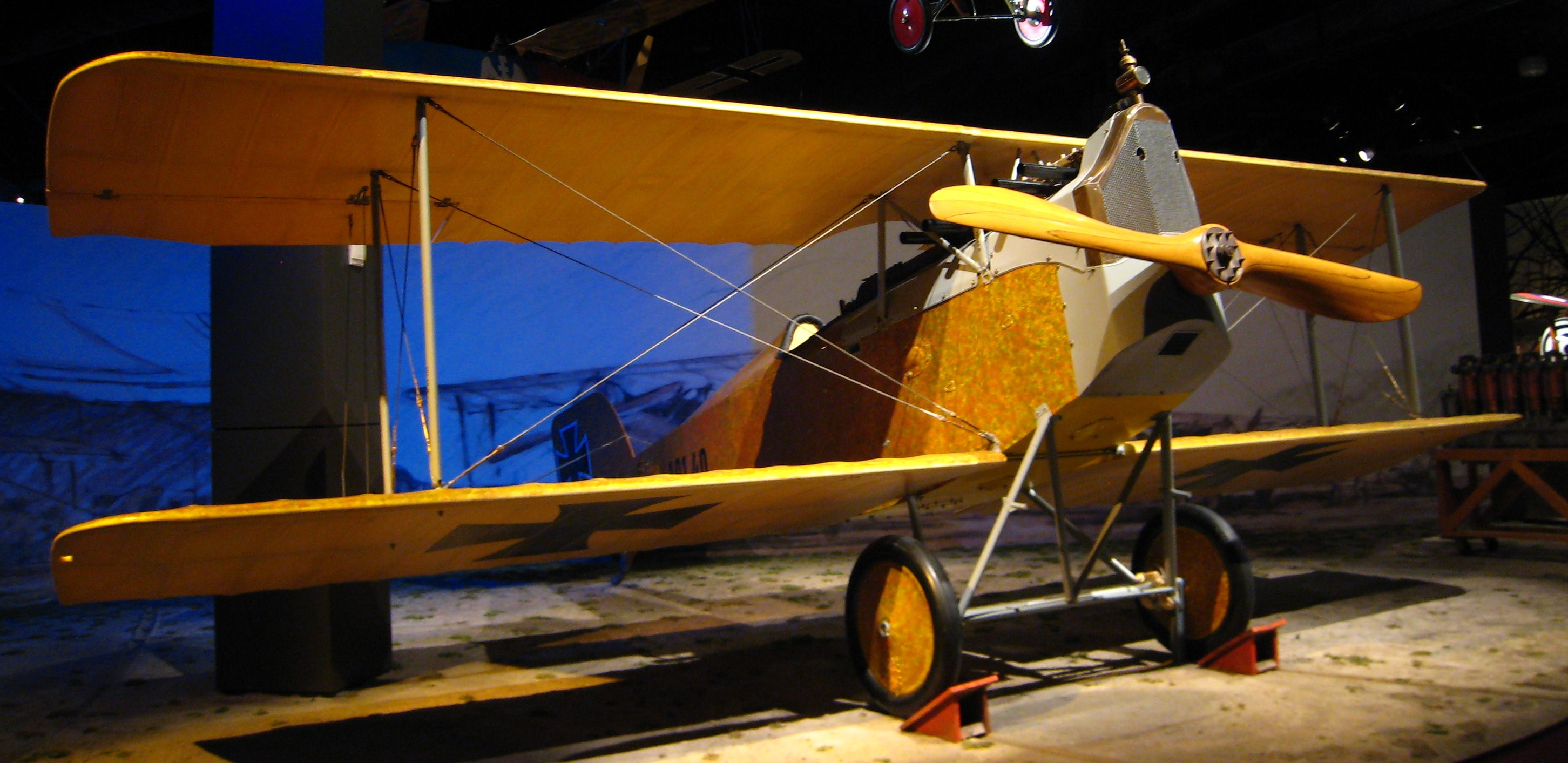
Österreichische Aviatik D.I
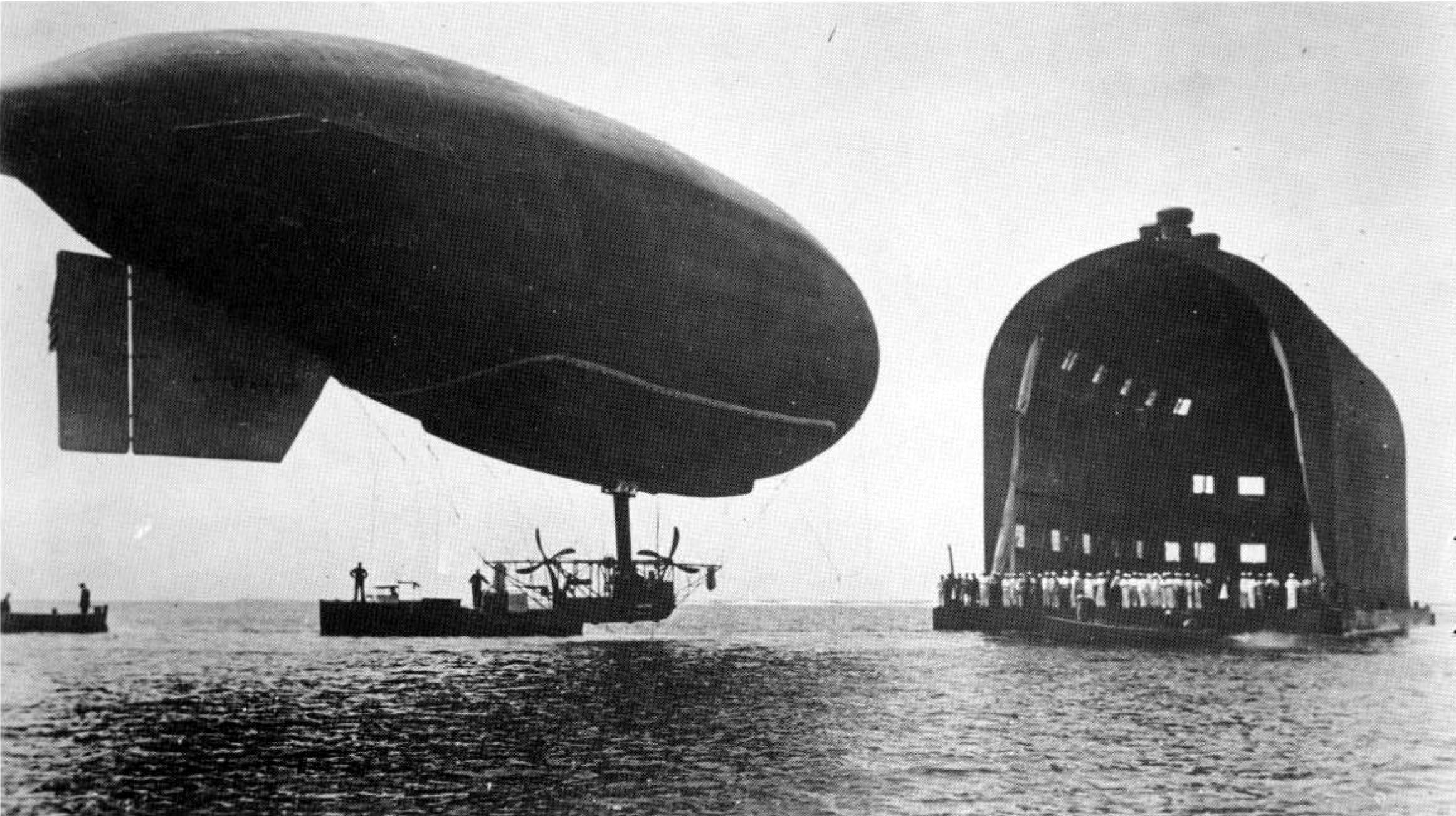
DN-1
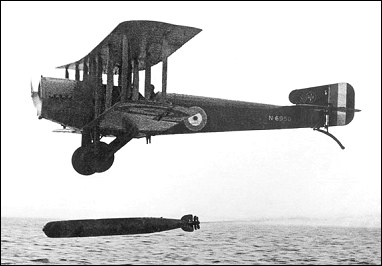
Sopwith Cuckoo
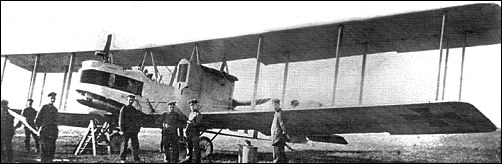
Gotha G.IV
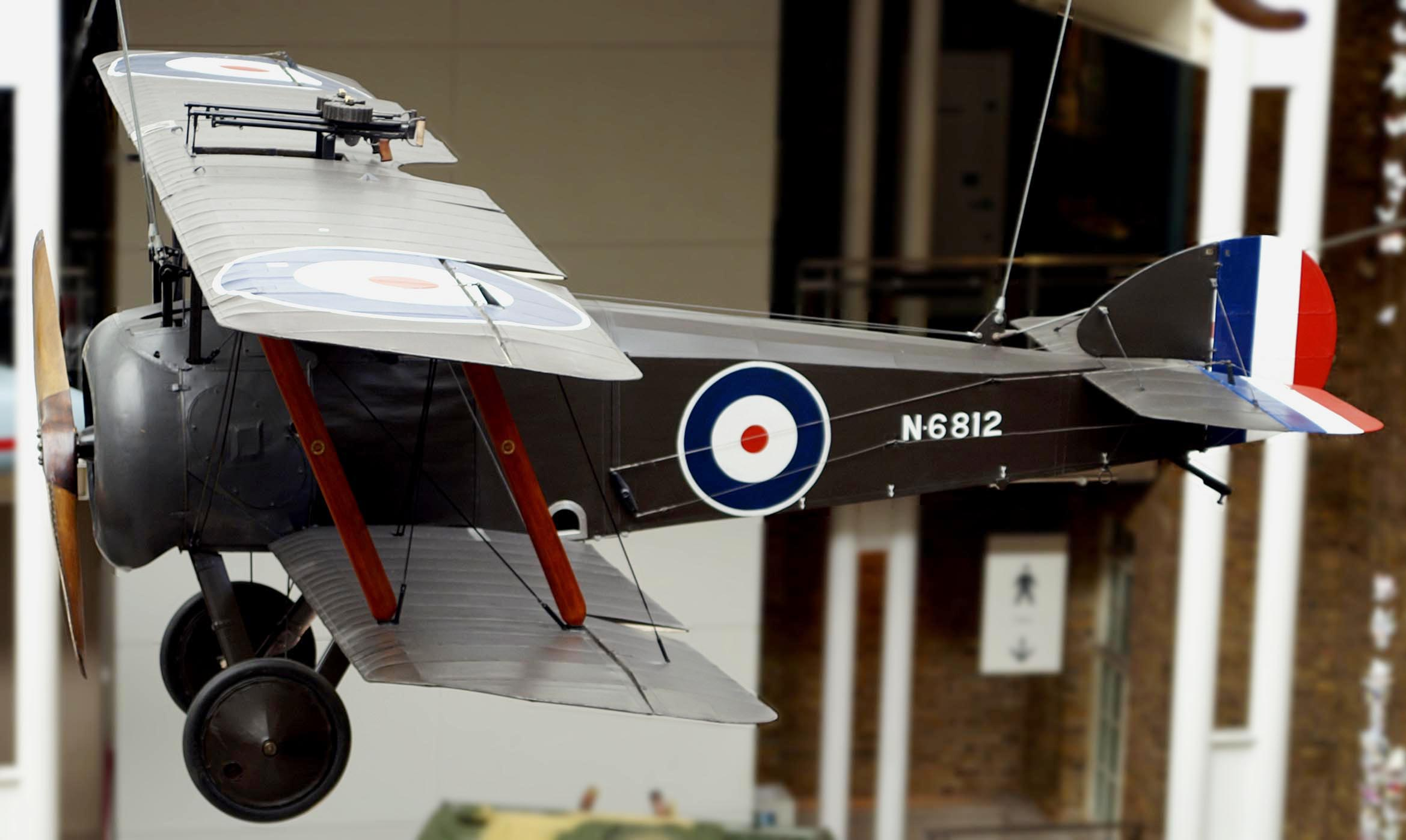
Sopwith Camel
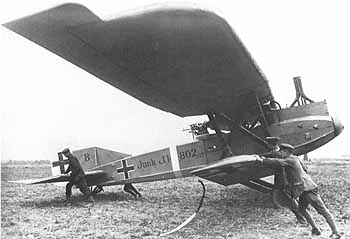
Junkers JI
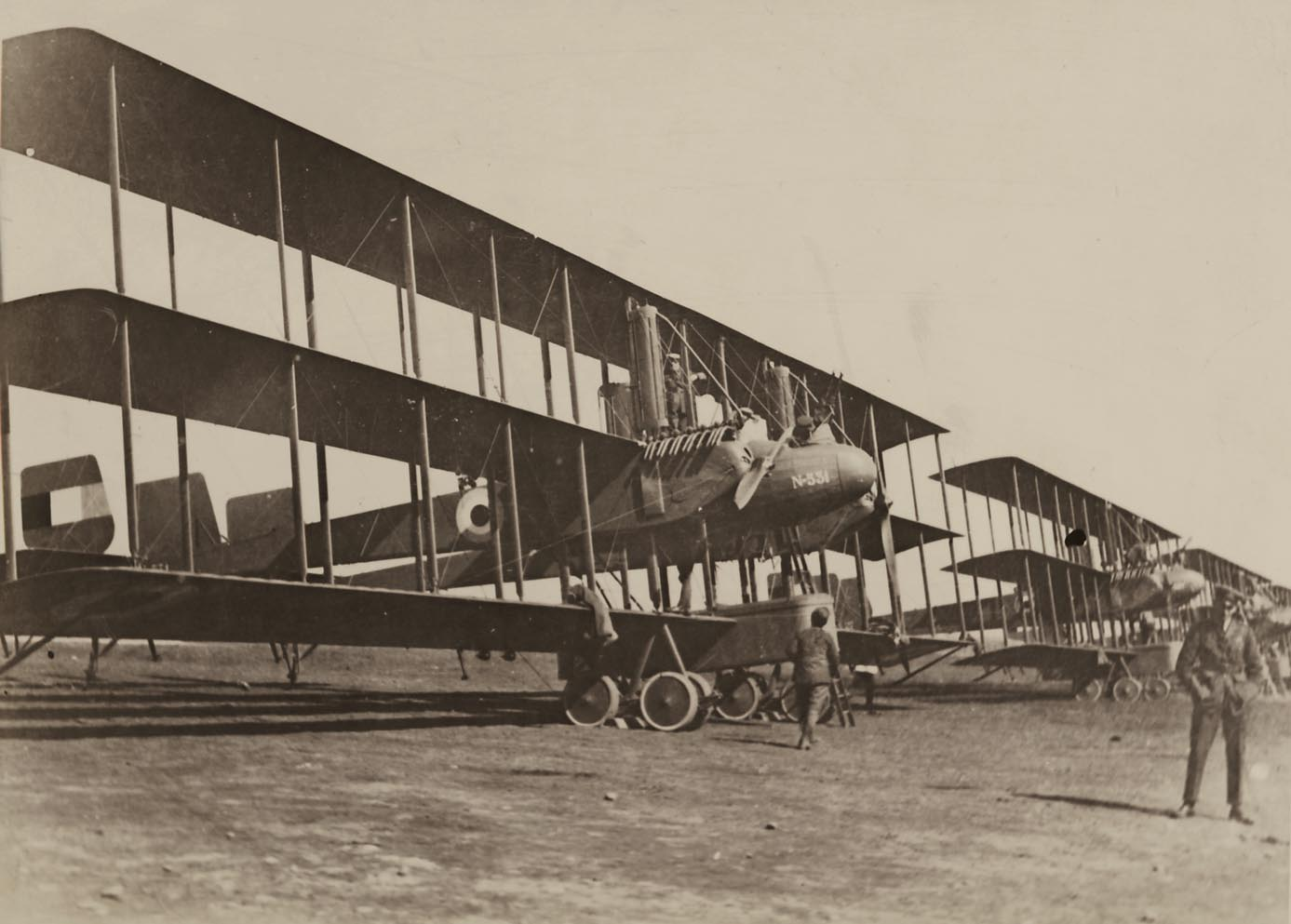
Caproni Ca.4

### Авіаційні мотори, агрегати, прибори тощо
- серпень — завершення розробки авіамотора Liberty L-12, конструкції Джессі Г. Вінсента (англ. Jesse G. Vincent) та Елберта Дж. Галла (англ. Elbert J. Hall). До кінця Першої світової війни буде виготовлено 13 574 штуки, а загальна кількість вироблених до 1919 — сягає 20 478 штук.

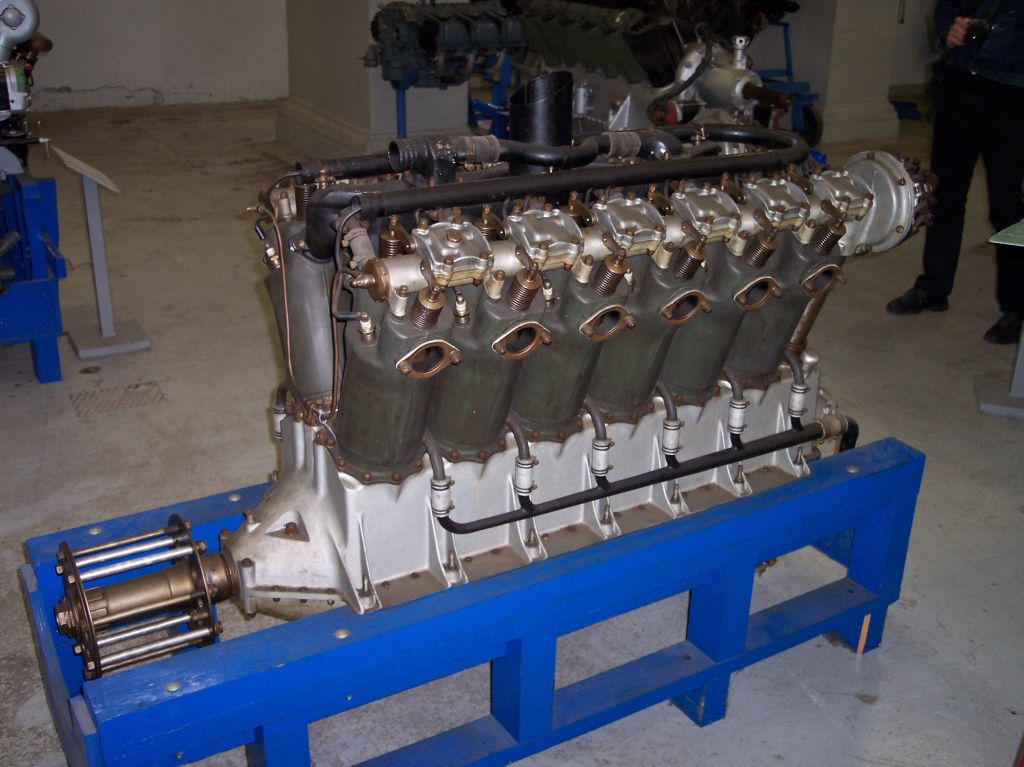
Liberty L-12

## Авіаційні рекорди
- 13 лютого — Френсіс Томас Еванс (англ. Francis Thomas Evans Sr.) над Мексиканською затокою, на біплані Curtiss Model N, з четвертої спроби після звалювання, виконав штопор. Вважається, що це перше виконання на гідролітаку цієї фігури вищого пілотажу.
- після лютого — німецький дирижабль з жорстким каркасом Цепелін L 42, досягає висоти 6005 м.
- 1 серпня — німецький дирижабль з жорстким каркасом Цепелін L 53, досягає висоти 6309 м.

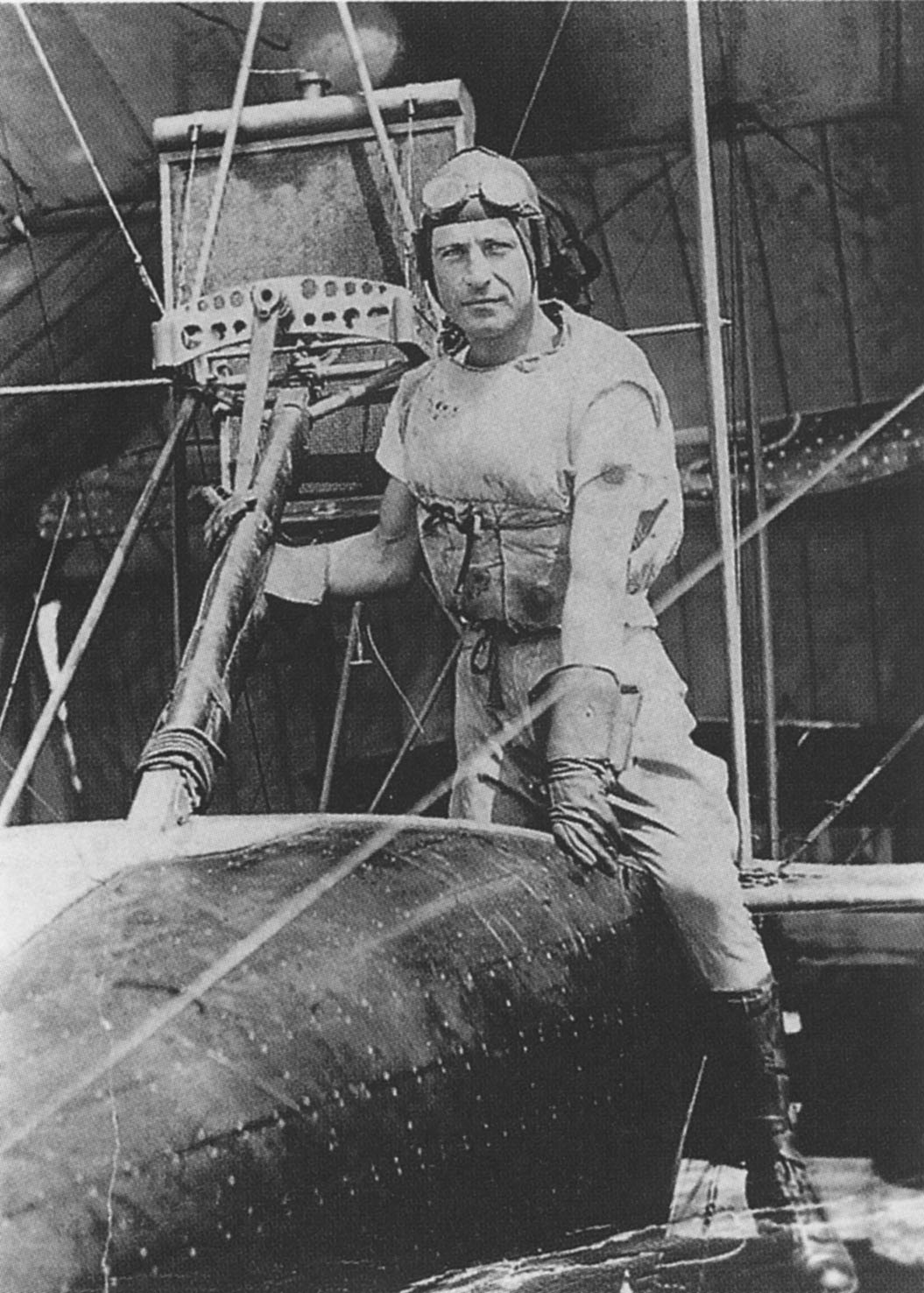
Френсіс Томас Еванс

## Персоналії

### Народилися
- 21 лютого — Отто Кіттель (нім. Otto Kittel; пом. 14 лютого 1945), німецький льотчик-ас за часів Третього Рейху, кавалер Лицарського хреста Залізного хреста з Дубовим листям та мечами (1944).
- 17 березня — Ганс Філіпп (нім. Hans Philipp; пом. 8 жовтня 1943), німецький ас за часів Третього Рейху. Протягом Другої світової війни здійснив понад 500 бойових вильотів, здобувши 206 перемог. Став другим, після Германа Графа, асом у світовій історії авіації, хто збив 200 літаків противника в повітряних боях, кавалер Лицарського хреста Залізного хреста з Дубовим листям та Мечами (1942).
- 4 травня — Йозеф Вурмгеллер (нім. Josef Wurmheller; пом. 22 червня 1944), німецький ас за часів Третього Рейху, кавалер Лицарського хреста Залізного хреста з Дубовим листям та Мечами (1944, посмертно).
- 19 серпня — Егон Маєр (нім. Egon Mayer; пом. 2 березня 1944), німецький ас за часів Третього Рейху, протягом Другої світової війни здійснив 353 бойових вильотів, в ході яких здобув 102 перемоги в повітряних боях, у тому числі 26 над 4-х моторними бомбардувальниками, кавалер Лицарського хреста Залізного хреста з Дубовим листям та Мечами (1944, посмертно).
- 1 листопада — Еріх Рудорффер (нім. Erich Rudorffer; 8 квітня 2016), німецький ас за часів Третього Рейху.
- 11 грудня Макс-Гельмут Остерманн (нім. Max-Hellmuth Ostermann; пом. 9 серпня 1942), німецький ас винищувальної авіації за часів Третього Рейху; здобув 102 перемоги в повітряних боях у 300 бойових вильотах, один з 160 кавалерів Лицарського хреста Залізного хреста з дубовим листям та мечами (1942).
- 13 грудня — Курт Бюліген (нім. Kurt Bühligen; пом. 11 серпня 1985), німецький ас за часів Третього Рейху, протягом Другої світової війни здійснив більше 700 бойових вильотів, в ході яких здобув 112 перемог у повітряних боях, усі в небі Західної Європи та Північної Африки, у тому числі 24 над 4-х моторними бомбардувальниками. Один з 160 кавалерів Лицарського хреста Залізного хреста з Дубовим листям та Мечами (1944).
- 15 грудня — Павло Якович Головачов, радянський льотчик-ас, двічі Герой Радянського Союзу (1943; 1945), в роки німецько-радянської війни льотчик-винищувач, командир ланки, заступник командира ескадрильї 9-го гвардійського винищувального авіаційного полку.
- 17 грудня — Юрій Олександрович Гарнаєв, радянський льотчик, заслужений льотчик-випробувач СРСР (1964), Герой Радянського Союзу (1964).
- 25 грудня — Вадим Іванович Фадєєв, льотчик-винищувач, Герой Радянського Союзу (1943), гвардії капітан, командир ескадрильї 16 ГВАП.

Ганс Філіпп
Отто Кіттель
Егон Маєр
Павло Головачов
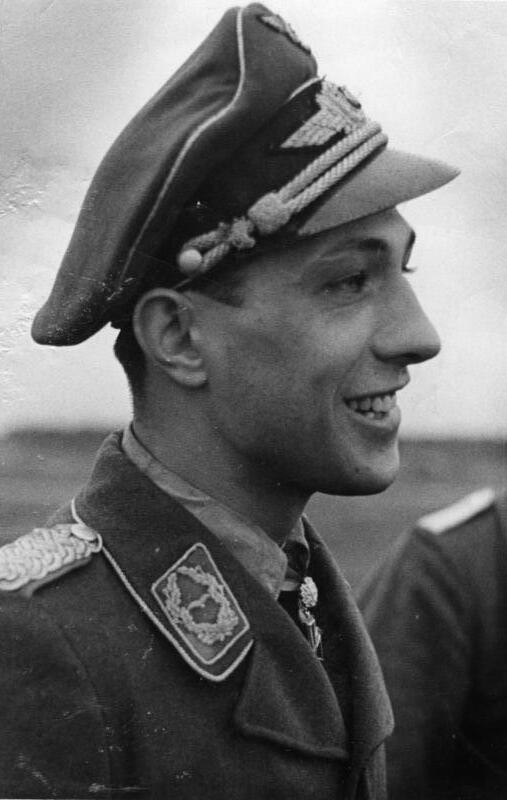
Еріх Рудорффер

### Померли
- 8 березня — граф Фердинанд фон Цеппелін, організатор виробництва і серійного випуску дирижаблів жорсткої конструкції.
- 7 травня — Альберт Болл (англ. Albert Ball; *14 серпня 1896), британський льотчик-ас, один з найуспішніших британських льотчиків-винищувачів Першої світової війні, здобув 44 підтверджені перемоги в повітряних боях. Посів четверте місце після Едварда Меннока (англ. Edward Mannock; 61 перемога; † 1918), Джеймса МакКаддена (англ. James McCudden; 57 перемог; † 1918) та Джорджа Макілроя (англ. George McElroy; 47 перемог; † 1918) у загальному заліку[2].
- 9 травня — Віктор Карлстрем (англ. Victor Carlstrom; швед. Victor Carlström; * 13 квітня 1890), американець шведського походження, піонер авіації, рекордсмен у безпосадочних авіаперелітах.
- 11 травня — німецький ас Едмунд Натанаїл (нім. Edmund Nathanael; * 18 грудня 1889, 15 повітряних перемог), загинув у повітряному бою з шотландцем Вільямом Кеннеді-Кокраном-Патриком (англ. William Kennedy-Cochran-Patrick; 25 травня 1896—26 вересня 1933; 21 повітряна перемога).
- 9 червня — Євграф Миколайович Крутень, російський військовий льотчик, ас винищувальної авіації Першої світової війни, капітан. Основоположник тактики російської винищувальної авіації. Загинув в авіакатастрофі.
- 25 травня — Рене Дорме (фр. René Dorme; * 30 січня 1894, 23 повітряних перемог), французький ас Першої світової війни.
- 17 червня — Віктор Шютце (нім. Viktor Schütze), заступник командира німецької Служби морських дирижаблів.
- 5 червня  — загинув у повітряному бою німецький ас Карл Еміль Шефер (нім. Karl Emil Schäfer; * 17 грудня 1891, 30 підтверджених повітряних перемог).
- 24 червня — Карло Марія Пьяцца (італ. Carlo Maria Piazza), італійський пілот.
- 27 червня — Карл Алльменрьодер (нім. Karl Allmenröder; * 3 травня 1896), німецький льотчик-ас Першої світової війни, здобув 30 повітряних перемог.
- 11 вересня — Жорж Гінеме́р (фр. Georges Guynemer), французький льотчик-винищувач часів Першої світової війни. Другий у країнах Антанти за кількістю перемог після Рене Фонка. У повітряних боях збив 53 літаки противника, сам був збитий сім разів.
- 15 вересня — Курт Вольф (нім. Kurt Wolff; * 6 лютого 1895), німецький льотчик-ас Першої світової війни, здобув 33 повітряні перемоги.
- 29 жовтня — Сергій Миколайович Басов, російський військовий льотчик, герой Першої світової війни.
- 30 жовтня — Генріх Гонтерманн (нім. Heinrich Gontermann; * 25 лютого 1896), німецький льотчик-ас Першої світової війни, здобув 39 повітряних перемог.

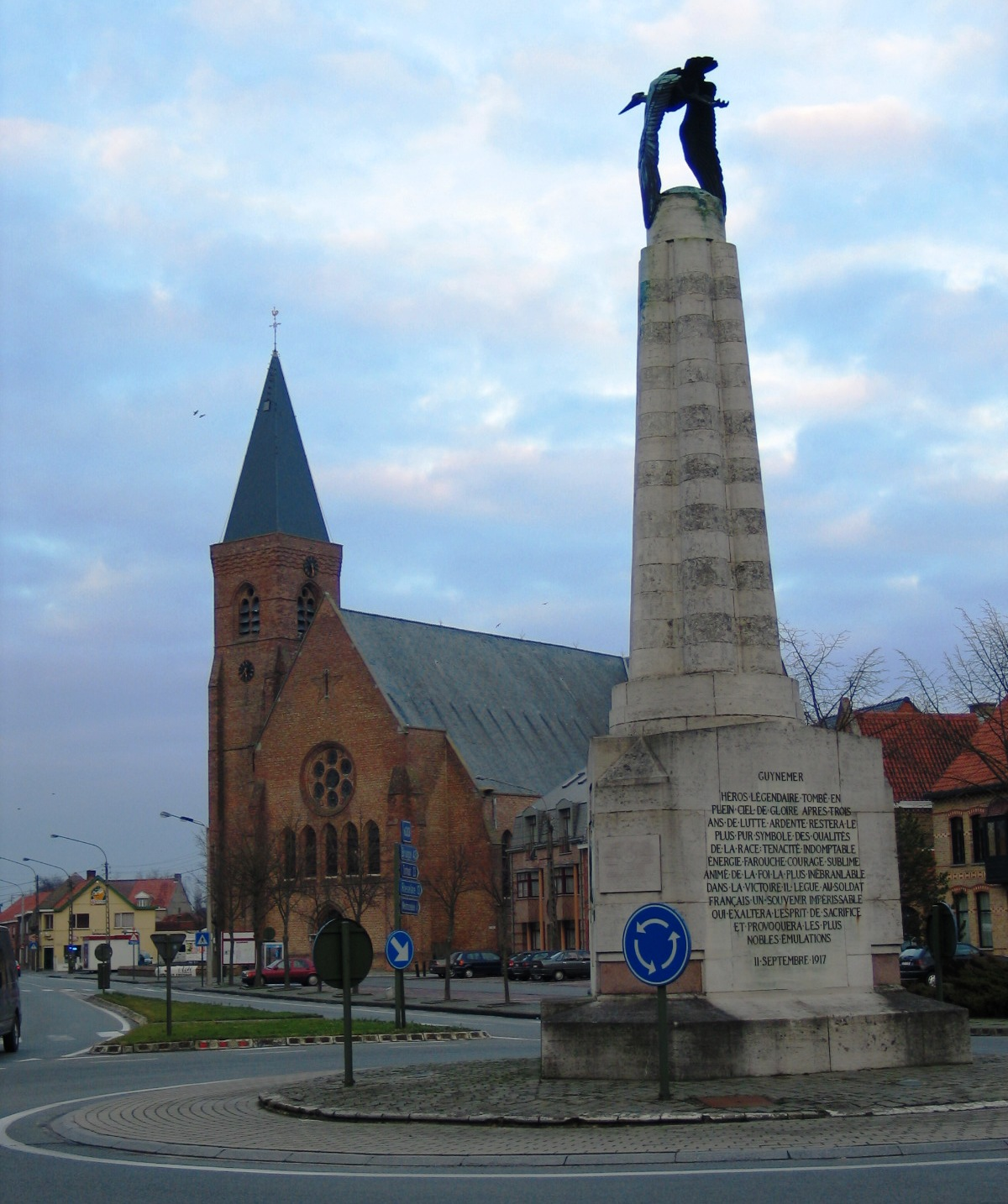
Пам'ятник Жоржу Гюнемеру в Poelkapelle (Бельгія)
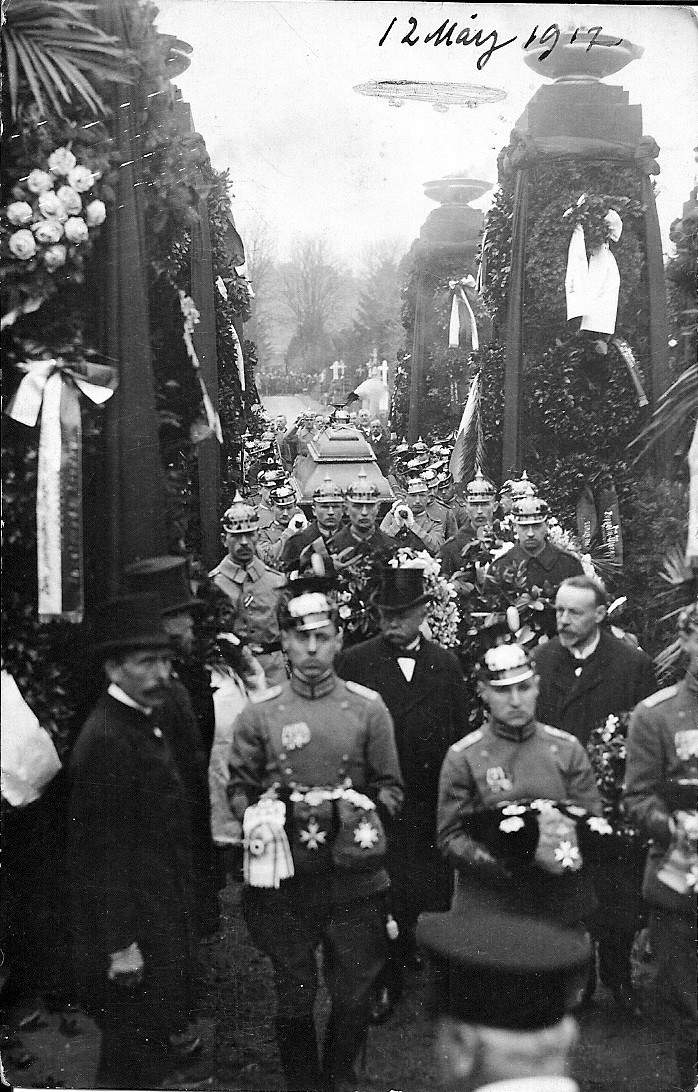
Похорон графа Цеппеліна в Штутгарті
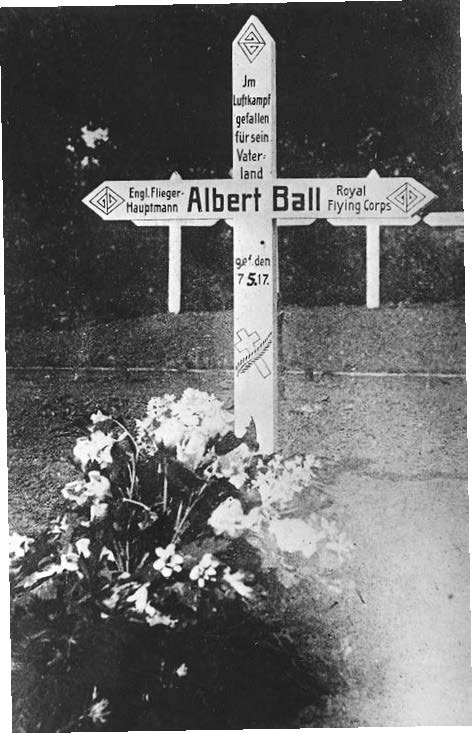
Німецький хрест на могилі Альберто Болла в Аннеллені
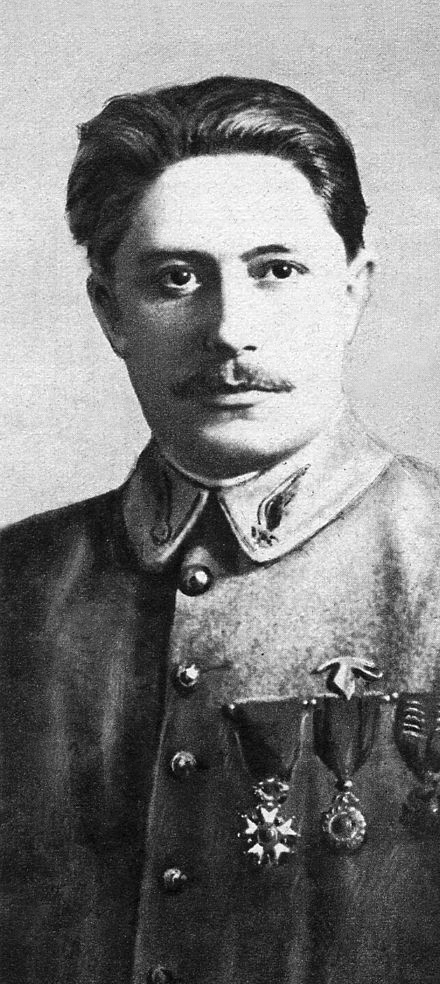
Рене Дорме
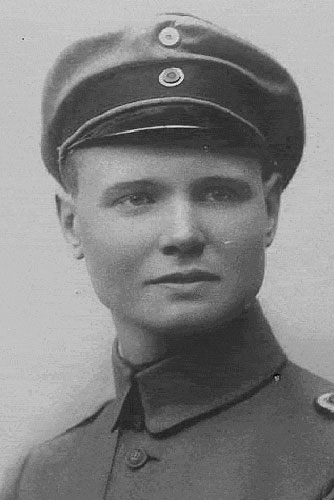
Еміль Шефер
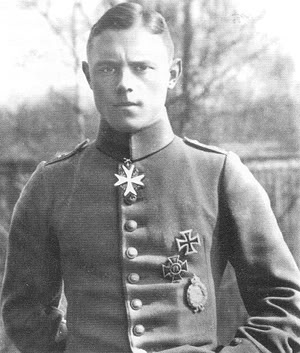
Карл Алльменрьодер
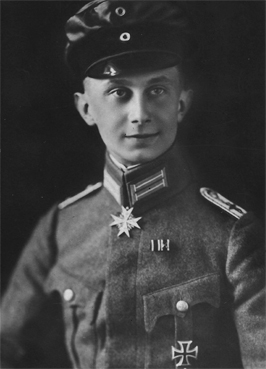
Курт Вольф
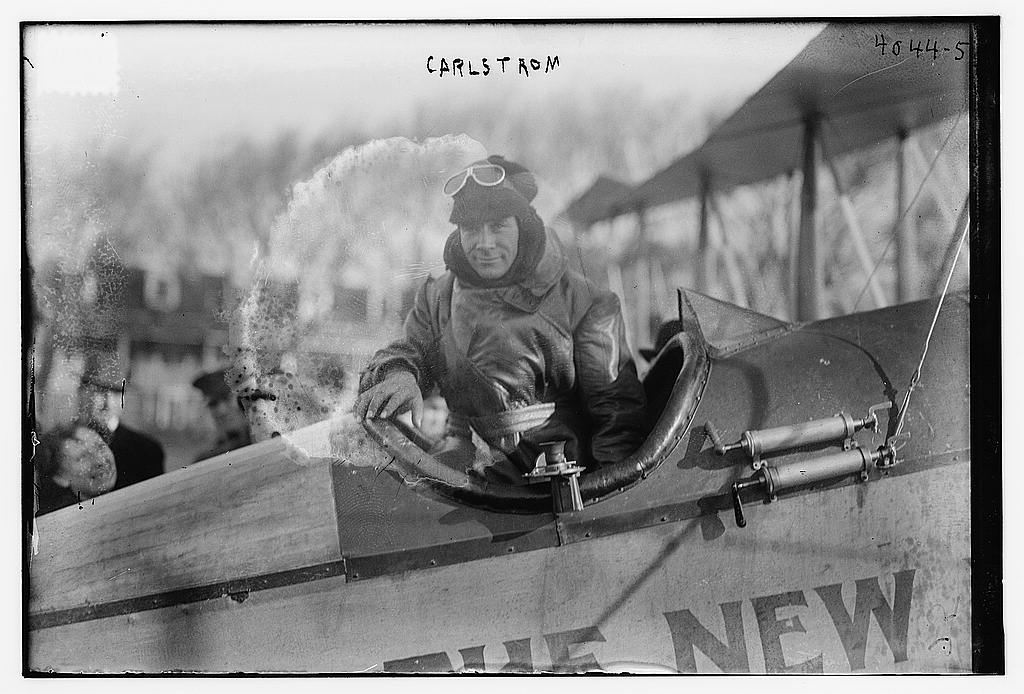
Віктор Карлстрем

### Виноски
1. ↑  У західній історіографії, подія отримала назву «Кривавий квітень» (англ. Bloody April) — період у військовій історії британської авіації в ході Першої світової війни, коли Королівський льотний корпус зазнав катастрофічних втрат. 9 квітня на Західному фронті почалася Друга битва біля Арраса. Сили RFC мали до 365 літаків, з яких близько третини були винищувачами. Французька авіація була відсутня — її ескадрильї вивели на відновлення. На початок битви, німецька авіація в цьому районі мала близько 80 винищувачів (за іншими джерелами — 114). Протягом квітня 1917 британці втратили 245 літаків, 211 чоловік льотного складу було вбито та пропало безвісти, а 108 авіаторів потрапили в полон. Всього ж за період з 1 квітня по 5 травня 1917 було знищено понад 300 британських літаків. Тільки Jasta 11, під командуванням Манфреда фон Ріхтгофена, заявила про 89 перемог, а сам Ріхтгофен заявив близько 20 перемог. Загалом, німецька авіація втратила 66 літаків. Для порівняння, за 5 місяців Битви на Соммі у 1916, RFC втратили 576 літаків. У цей період середня тривалість життя британського пілота на фронті становила три тижні. Втрати сильно вдарили по британцям, проте німцям так і не вдалося повністю подавити діяльність RFC: регулярну аерофотозйомку, розвідувальні польоти та бомбардування.
2. ↑  Обліт акваторії здійснювався поблизу плавучого маяку «North Hinder». Нова схема патрулювання, нагадувала павутиння та дозволяла чотирьом літакам оперувати на площі близько 10 000 квадратних кілометрів, протягом, приблизно, п'яти годин — лише половину часу, що потрібний підводному човну, щоб пройти на поверхні цей район. Було виконано 27 патрулювань в наступні 18 днів, виявлено вісім німецьких підводних човнів та здійснено бомбардування трьох з них.
3. ↑  Згідно з офіційним списком перемог, на рахунку Меннока 61 перемога, сам він стверджував, що 51, а в указі про нагородження Хрестом Вікторії вказано 50. Дані про 73 перемоги, вперше приведені у 1935 Айрою Джонсом, який служив з Міком в одній ескадрильї. Біографія Меннока, складена у 1981, так само підтверджує 73 здобутих перемог. Однак, подальше дослідження Крістофера Шора, вказує, що на рахунку Меннока дійсно 61 перемога[1].
4. ↑  L 42 скидає бомби на Рамсґейт та підриває склади боєприпасів, руйнуючи, при цьому, військово-морську базу, завдаючи збитки у 29 000 фунтів, а потім благополучно повертається до Німеччини. L 48 скидає бомби у поле за Гариджем, після цього був збитий пілотами 37-й ескадрильї. Загинуло 14 з 17 членів екіпажу, що перебували на борту. Серед померлих — Віктор Шютце (нім. Viktor Schütze), заступник командира німецької Служби морських дирижаблів.